# دکتر مغز
دکتر مغز (کره‌ای: Dr. 브레인) یک مجموعه اینترنتی کره جنوبی سال ۲۰۲۱ به کارگردانی کیم جی وون است. این مجموعه علمی-تخیلی دلهره‌آور بر پایه وب‌تون کره‌ای با همین نام اثر هونگ‌جاک‌گا است. این مجموعه اولین برنامه کره‌ای زبان تولید شده برای اپل تی‌وی پلاس است. دکتر مغز در ۴ نوامبر ۲۰۲۱ منتشر شد. در ۲۷ ژانویه ۲۰۲۲، چندین منبع رسمی اعلام کردند که این مجموعه فصل دوم خواهد داشت.

## بازیگران
- لی سون کیون در نقش کو سه وون، دانشمند مغز
- لی یو یونگ در نقش جونگ جه یی، همسر سه وون
- پارک هی سون در نقش لی کانگ مو، یک بازرس خصوصی
- سو جی هه در نقش چوی جی اون، ستوان در یک واحد تحقیقاتی
- لی جه وون در نقش هونگ نام ایل، همکار سه وون
- اوم ته گو[۲]
- جو مین کیونگ در نقش دکتر

## قسمت‌ها
| فصل | قسمت‌ها | قسمت‌ها | تاریخ اصلی روی آنتن رفتن | تاریخ اصلی روی آنتن رفتن |
| فصل | قسمت‌ها | قسمت‌ها | اولین بار                | آخرین بار                |
| --- | ------ | ------ | ------------------------ | ------------------------ |
| ۱   | ۶      | ۶      | ۴ نوامبر ۲۰۲۱            | ۹ دسامبر ۲۰۲۱            |

### فصل ۱ (۲۰۲۱)
| شم. کلی | شم. در فصل | عنوان       | کارگردان   | نویسنده                            | تاریخ پخش اصلی |
| ------- | ---------- | ----------- | ---------- | ---------------------------------- | -------------- |
| ۱       | ۱          | «Chapter 1» | کیم جی وون | کیم جین آه، کو یونگ جه، کیم جی وون | ۴ نوامبر ۲۰۲۱  |
| ۲       | ۲          | «Chapter 2» | کیم جی وون | کیم جین آه، کو یونگ جه، کیم جی وون | ۱۱ نوامبر ۲۰۲۱ |
| ۳       | ۳          | «Chapter 3» | کیم جی وون | کیم جین آه، کو یونگ جه، کیم جی وون | ۱۸ نوامبر ۲۰۲۱ |
| ۴       | ۴          | «Chapter 4» | کیم جی وون | کیم جین آه، کو یونگ جه، کیم جی وون | ۲۵ نوامبر ۲۰۲۱ |
| ۵       | ۵          | «Chapter 5» | کیم جی وون | کیم جین آه، کو یونگ جه، کیم جی وون | ۲ دسامبر ۲۰۲۱  |
| ۶       | ۶          | «Chapter 6» | کیم جی وون | کیم جین آه، کو یونگ جه، کیم جی وون | ۹ دسامبر ۲۰۲۱  |